# Oluoma Nnamaka
Oluoma Nnamaka, né le 14 septembre 1978, à Uppsala, en Suède, est un joueur suédois de basket-ball. Il évolue au poste d'ailier.

## Palmarès
- Champion de Suède 2008
- Polar Cup 2000